# (24536) 2001 CN33
(24536) 2001 CN33 est un astéroïde troyen de Jupiter découvert en 2001.

## Description
(24536) 2001 CN33 a été découvert le 13 février 2001 à l'observatoire Magdalena Ridge, situé dans le comté de Socorro, au Nouveau-Mexique (États-Unis), par le projet Lincoln Near-Earth Asteroid Research (LINEAR).

### Caractéristiques orbitales
L'orbite de cet astéroïde est caractérisée par un demi-grand axe de 5,20 UA, un périhélie de 4,87 UA, une excentricité de 0,06 et une inclinaison de 25,92° par rapport à l'écliptique. Du fait de ces caractéristiques, à savoir un demi-grand axe compris entre 4,6 et 5,5 UA et un périhélie inférieur à 0,3 UA, il est classé, selon la JPL Small-Body Database, astéroïde troyen de Jupiter du camp troyen. Il est situé au point de Lagrange L4 du système Soleil-Jupiter.

### Caractéristiques physiques
(24536) 2001 CN33 a une magnitude absolue (H) de 11,4 et un albédo estimé à 0,079.